# Дейвънтри (община)
Община „Дейвънтри“ (на английски: Daventry) е една от седемте административни единици в област (графство) Нортхамптъншър, регион Ийст Мидландс, Англия. Носи името на град Дейвънтри, който е административен и стопански център.
Населението на общината към 2008 година е 79 700 жители разпределени в множество селища на площ от 662.6 квадратни километра.

## География
Община „Дейвънтри“ се характеризира с преобладаващ провинциален характер. Разположена е в западната част на графство Нортхамптъншър по границата с областите Уорикшър на запад и Лестършър на северозапад.
По-големи селища на територията на общината:
| град       | на английски | население |
| ---------- | ------------ | --------- |
| Дейвънтри  | Daventry     | 21 731    |
| Бриксуорт  | Brixworth    | 5162      |
| Лонг Бъкби | Long Buckby  | 4000      |

## Демография
Разпределение на населението по религиозна принадлежност към 2001 година:
| религия          | на английски        | брой жители |
| ---------------- | ------------------- | ----------- |
| Християни        | Christian           | 54 700      |
| Будисти          | Buddhist            | 129         |
| Хиндуисти        | Hindu               | 186         |
| Евреи            | Jewish              | 71          |
| Мюсюлмани        | Muslim              | 224         |
| Сикхи            | Sikh                | 99          |
| Други            | Other               | 179         |
| Атеисти          | No religion         | 11 325      |
| Запазена в тайна | Religion not stated | 4925        |